# Oakdale (Nebraska)
Oakdale é uma vila localizada no estado americano de Nebraska, no Condado de Antelope.

## Demografia
Segundo o censo americano de 2000, a sua população era de 345 habitantes.
Em 2006, foi estimada uma população de 316, um decréscimo de 29 (-8.4%).

## Geografia
De acordo com o United States Census Bureau, a localidade tem uma área de 1,3 km², sem área coberta por água. Oakdale localiza-se a aproximadamente 523 m acima do nível do mar.

## Localidades na vizinhança
O diagrama seguinte representa as localidades num raio de 24 km ao redor de Oakdale.